# Masia del Carç
La Masia del Carç és una obra del municipi de Sant Pere de Ribes (Garraf) inclosa en l'Inventari del Patrimoni Arquitectònic de Catalunya.

## Descripció
El conjunt està situat prop del nucli de Puigmoltó. Té una estructura complexa formada per diversos edificis amb coberta de teula a dues vessants. El cos principal està format per un habitatge, Ca l'Almirall i per una torre de defensa, units per un pont a l'altura del segon pis.
Ca l'Almirall té planta baixa i dos pisos. A la planta baixa, hi ha un porxo de tres arcs escarsers damunt del qual hi ha una terrassa amb barana de ferro on s'obren els tres balcons del primer pis. Al segon pis, també hi ha tres balcons amb barana de ferro.
La torre de planta quadrada es troba coronada per merlets.

## Història
El lloc del Carç apareix esmentat ja en el segle xiii vinculat al castell de Ribes. L'any 1333 torna a aparèixer documentat amb el nom de Carcium, a la carta de poblament de Puigmoltó.
No hi ha documentació precisa sobre la torre, si bé al llibre de Català Roca s'apunta la possibilitat que sigui del segle xv, recollint l'opinió escrita per Manuel M. Almirall, propietari de la masia el 1892.
El conjunt ha experimentat al llarg dels anys diverses modificacions; possiblement a una d'aquestes intervencions correspon la data de 1831 (o 1851) que figura a la llinda de la porta de la tanca que dona al pati principal.
Actualment algunes dependències es troben en desús.